# Glaciation vistulienne
Interglaciaire éémien Interglaciaire actuel
Paléogéographie et climat

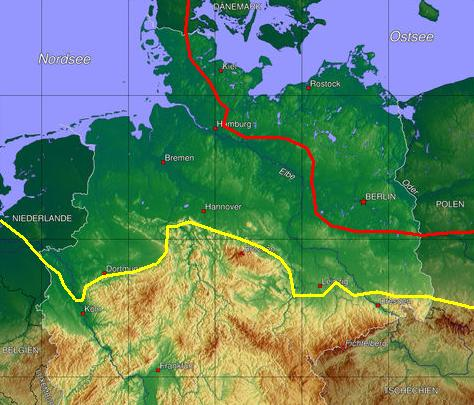
Comparaison des limites de l'extension glaciaire au Saalien (en jaune) et au Vistulien (en rouge).

La glaciation vistulienne ou vistulien (ou en conservant le nom allemand weichsélien ou glaciation weichsélienne) est le nom donné à la dernière glaciation en Europe du Nord (Scandinavie, une grande partie de la Grande-Bretagne, la Pologne et le nord-est de l'Allemagne) et est utilisé par extension pour parler de l'ensemble de l'inlandsis eurasiatique. Elle est l'équivalent de la glaciation du Würm ou Würmien des Alpes.
Le Vistulien est daté de l'époque du Pléistocène supérieur au sein de la période du Quaternaire.

## Étymologie
Elle tire son nom de la Vistule (Wisła en polonais, Weichsel en allemand) suivant une proposition de Konrad Keilhack adoptée en 1909 par l'institut géologique de Prusse.

## Étapes de la glaciation du Vistulien
Il y a environ 115 000 ans, les températures globales ont baissé. Les zones forestières qui s'étaient développées durant l'Éémien disparurent et un nouvel âge glaciaire débuta. Des calottes glaciaires se sont formées en prenant appui sur les montagnes de Scandinavie, des Spitzberg, de l'archipel François-Joseph et de la Nouvelle-Zemble. Au Vistulien inférieur, une première poussée culmine entre 100 et 90 000 ans BP. Peu prononcée en Scandinavie, elle se centre sur la mer de Kara et s'étend profondément dans les plaines de la Sibérie centrale pour rejoindre les glaces du plateau de Poutorana. Dans ces régions, c'est déjà dans cette phase que le maximum glaciaire est atteint.
Les avancées suivantes sont plus marquées dans les régions plus occidentales. Au Vistulien moyen, une première glaciation atteint son maximum en 75 – 70 000 BP, une calotte est alors centrée sur la mer de Barents et elle rejoint la calotte scandinave qui recouvre cette fois aussi la Finlande. Une deuxième poussée entre 55 et 45 000 BP laisse la mer de Barents pratiquement sans glace. La dernière avancée se produit au Vistulien supérieur (env. 20 000 BP), c'est la plus puissante de toute. Centrée sur la Scandinavie, elle recouvre l'ensemble de la Baltique et des pays Baltes et rejoint les glaces écossaises en s'étendant à travers la mer du Nord. La formation d'une calotte au-dessus de ces mers est facilitée par le fait qu'elles sont peu profondes.
Lorsque la calotte glaciaire empêche les fleuves de rejoindre l'océan Arctique, des grands lacs (Disna, Komis, Mansis...) se forment qui permettent ainsi aux eaux de changer de bassin et de s'écouler vers le sud en direction de la mer Caspienne qui prend une extension considérable et déborde, écoulant son trop-plein vers la mer Noire le long de la dépression de Kouma-Manytch.
Le nord de l'Allemagne est resté libre de glace pendant la plus grande partie du Vistulien. La poussée maximale est tardive et se produit environ en 24 000 - 22 000 av. J.-C., elle est beaucoup moins forte que celles d'Elster et de Saale. Relativement courte, les traces qu'elle a laissées sont assez peu marquées et montrent tout de même que l'inlandsis s'est avancé jusqu'à une ligne passant par Flensbourg, Hambourg et Brandebourg-sur-la-Havel. Juste au sud de cette ligne, un puissant fleuve s'écoulait. Il était alimenté par les eaux de fonte mais aussi par les rivières d'Europe centrale bloquées par la calotte glaciaire. Il a laissé sa place à une succession de vallées proglaciaires formées à mesure du recul de l'inlandsis : les vallées proglaciaires de Baruth, Berlin et Eberswalde.
En Scandinavie, seule la partie occidentale du Jutland est toujours restée libre de glace tandis qu'une grande partie de ce qui est aujourd'hui la mer du Nord était une terre sèche appelée Doggerland qui reliait le Jutland à la Grande-Bretagne.
À la fin de la période glaciaire, la fonte et le recul des glaciers engendrèrent une remontée du niveau des océans de près de 120 mètres de hauteur. Des isthmes et des lacs disparurent. C'est le cas du lac Ancylus qui était situé à la place de la mer Baltique, refermée sur elle-même. Actuellement, la terre continue à se découvrir et à s'élever chaque année en Scandinavie, principalement dans le nord de la Suède et en Finlande où la terre s'élève à un taux atteignant 8 à 9 mm par an, soit 1 mètre en 100 ans. Ceci est important pour les archéologues puisque, dans cette région, un site préhistorique qui fut côtier au Paléolithique et qui est situé désormais à l'intérieur des terres peut être approximativement daté par son relatif éloignement du rivage actuel.
Les nombreux lacs du Mecklembourg, de Mazurie, de Poméranie, de Suède et de Finlande sont des reliques de cette époque. De même, les plus hautes collines du nord de la Pologne (Wieżyca (329 m), Dylewska Góra (312 m), Wzgórza Szeskie (310 m)) et de l'Allemagne (Helpter Berge (179 m)) sont des moraines du Vistulien.
| Subdivisions lithostratigraphiques | Équivalent alpin               | Équivalent nordique        | Climat | Chronologie isotopique | Biozone des mammifères, |
| Tubantien                          | Würmien                        | Vistulien                  | Froid  | SIO 4-2 ou SIO 5d-2    | MNQ 26                  |
| Éémien                             | Interglaciaire Riss-Würm       | Éémien                     | Chaud  | SIO 5e                 | MNQ 25                  |
| Drenthien                          | Glaciation de Riss             | Saalien                    | Froid  | SIO 10-6 ou SIO 8-6    | MNQ 22-24               |
| Needien                            | Interglaciaire Mindel-Riss     | Holsteinien                | Chaud  | SIO 11                 | MNQ 22                  |
| Taxandrien                         | Glaciation de Mindel           | Elstérien (ou « Günz II ») | Froid  | SIO 10 ou SIO 12       | MNQ 22                  |
| Cromérien                          | Interglaciaire de Günz I et II | Cromérien                  | Chaud  | SIO 21-13              | MNQ 21                  |
| Ménapien                           | Glaciation de Günz             | Ménapien et Bavélien       | Froid  | SIO 32-24 et SIO 22-16 | MNQ 20                  |
| Waalien                            | Interglaciaire Donau-Günz      | Waalien                    | Chaud  |                        | MNQ 19                  |
| -                                  | Glaciation de Donau            | Éburonien                  | Froid  | SIO 28-26              |                         |
| Tiglien                            | Interglaciaire Biber-Donau     | Tiglien                    | Chaud  |                        |                         |
| Amstélien (nl)                     | Glaciation de Biber            | Prétiglien                 | Froid  | SIO 68-66 ou SIO 50-40 | MNQ 18                  |
| ---------------------------------- | ------------------------------ | -------------------------- | ------ | ---------------------- | ----------------------- |